# Sofia Paldanius
Sofia Paldanius (16 mars 1979 à Göteborg) est une kayakiste suédoise pratiquant la course en ligne.

## Palmarès

### Jeux olympiques
- 2008 à Pékin,  Chine
  - K-1 500m

- 2004 à Athènes,  Grèce
  - 8e en K-2 500m

### Championnats du monde de canoë-kayak course en ligne
- 2010 à Poznań ,  Pologne
  -  Médaille de bronze en K-1 1000 m

- 2009 à Dartmouth,  Canada
  -  Médaille de bronze en K-2 500 m

- 2007 à Duisbourg,  Allemagne
  -  Médaille de bronze en K-1 1000 m

- 2006 à Szeged,  Hongrie
  -  Médaille de bronze en K-4 200 m

### Championnats d'Europe de canoë-kayak course en ligne
- 2009 à Brandebourg  Allemagne
  -  Médaille d'or en K-2 1000 m